# Петранка
Петра́нка — село в Україні, у Рожнятівській селищній громаді Калуського району Івано-Франківської області. Населення становить 3049 осіб.

## Географія
У селі потік Бучків впадає у річку Бережницю.

## Історія

### Заснування
14 червня 1603 року Станіслав Жолкевський (орієнтовно з 1588 р. він був калуським старостою) надав угринівському князеві Йоську (Юрку) та його синам дозвіл заснувати «в лісі, вище села Новий Угринів» село Бережницю. Згідно з локаційною грамотою, мешканці нового поселення звільнялися на 16 років від сплати податків. Угринівський князь разом із синами отримав право зайняти в селі 5 ланів угідь (в Угриневі у нього було стільки ж). Досить швидко сусідні села злилися і назви «Нова Бережниця» і «Верхній Угринів» витіснила інша назва — «Петранка». Всього ж у XVII ст. в частин села було щонайменше чотири найменування:
1. (Нова) Бережниця (на честь ріки, на якій воно було закладене; приставка «Нова» вживалася для розрізнення із шляхетською Бережницею);
2. Петранка (на честь потоку, який згадується в локаційному акті; схоже, це була притока Бережниці);
3. Слобода Угринівська (назва, що вказувала на недавнє закладення села і його відношення до розташованих поруч Старого і Нового Угринова);
4. Верхній Угринів (Петранка знаходилася найближче до верхів’їв Бережниці серед трьох сіл, у назвах яких була присутня частка «Угринів»)[1].

Але внаслідок такого розвитку в селі збереглися дві церкви.
В селі була соляна криниця звана Петранецькою.
За усною легендою, поширеною серед мешканців Петранки, жителі майбутнього села спочатку проживали на місці, де зараз проростає густий ліс. Тут був хутір Козакове, де проходила брукована дорога, що вела до Перегінського — на той час головних воріт у Західну Європу. В напрямку цього пункту рухалося військо монголо-татарських завойовників. Для захисту від них, галицький король Данило збудував на горі, за кілька кілометрів від сучасного села, фортецю Па́ри. Галицьким воїнам вдалося заманити ворога у фортецю і спалити її. Ставши свідками таких подій, жителі хутора Козакове почали переселятися подалі від шляхів, що цікавлять різних завойовників — в низину, понад річкою. Відповідно до легенди першими поселенцями на місці сучасного села були Петро і Анка, тому село й отримало назву Петранка. Хоча бруковані дороги почали будувати тільки після включення Галичини до Австрійської монархії, та й Перегінськ з'явився набагато пізніше.
До першого поділу Речі Посполитої (1772 р.) село належало до Калуського староства Галицької землі Руського воєводства.

### Церкви
Обидві церкви вперше згадуються 1684 року у реєстрі про сплату 10 злотих катедратика (столового податку) кожна. Назви обох церков наводяться у реєстрі духовенства, церков і монастирів Львівської єпархії 1708 року.
У протоколах генеральних візитацій Львівсько-Галицько-Кам'янецької єпархії 1740—1755 років горішня церква святого мученика Юрія описується як дерев'яна, збудована коштом тодішнього пароха у 1716 році, парох — Ян Маришкевич, висвячений у 1716 році Єпископом Львівським Варлаамом Шептицьким, 30 парохіян-господарів. Долішня церква святого Миколая — дерев'яна, добра, без дати спорудження, парох — Теодор Колячківський, висвячений у 1726 році Митрополитом Атаназієм Шептицьким, 40 парохіян-господарів.

### XIX століття
У XIX столітті в селі в урочищі «Студінець» було збудовано та запущено в роботу завод «Гута», де виплавляли скляні вироби: глечики, миски, пляшки.
Не оминули увагою і багаті родовища кухонної солі. В селі налагодили її видобування та виробництво. У зверненні адміністрації державних маєтків і солеварень від 27 липня 1816 року зазначається про наявність у селі Петранка солеварень із середньою кількістю річної продукції 5,3 ц.
Писемна згадка про існування в селі парафіяльної школи датується 1832 роком. На 1849 рік діяла тут також і народна школа, про що свідчить донесення з приводу дотації на її утримання за 1849—1855 роки. А у 1875 році у селі була заснована однокласна школа, про існування якої згадується у 1894 році.
У 1880 році в селі проживало 1572 мешканці та ще 7 — на території фільварку, усі — греко-католики.
Перша світова війна принесла комплекс лих: руйнування, мобілізації, смерті, реквізиції, нестатки. Зокрема у серпні 1916 року австрійська армія конфіскувала всі церковні дзвони: церква Петранка Горішня — 5 дзвонів діаметром 76, 36, 34, 26 і 24 см (виготовлені у 1759-1913 роках), церква Петранка Долішня — ще 5 дзвонів діаметром 82, 37, 36, 36 і 18 см (виготовлені у 1871, 1736, 1717, 1697 роках), при реквізиції дзвони не зважені. Після війни польська влада отримала від Австрії компенсацію за дзвони, але громаді села грошей не перерахувала

### XX століття
У 1939 році в селі мешкало 2910 осіб (2810 українців, 10 поляків, 20 латинників і 70 євреїв).
За даними облуправління МГБ у 1949 році в Перегінському районі підпілля ОУН найактивнішим було в селах Новиця, Петранка, Грабівка і Завій.
У 1958 році в урочищі «Гнила» було відкрито цегельню. За перший сезон роботи виготовлено (вручну) і реалізовано приблизно 120—150 тисяч штук цегли.

### Школа і читальні
У 1903 році в Петранці створено дві школи — двокласну у долішній і однокласну у горішній Петранці. Обидві були з викладанням українською мовою. Тоді ж у селі діяла читальня «Просвіти», яка об'єднувала 24 мешканці. Підтвердженням цьому є звіти і листування про діяльність читальні, заснованої «Просвітою» у селі Петранці долішній (за 1906–1939 роки) та у горішній (за 1932–1937 роки).

## Населення

### Мова
Розподіл населення за рідною мовою за даними перепису 2001 року:
| Мова       | Кількість | Відсоток |
| ---------- | --------- | -------- |
| українська | 3041      | 99.74%   |
| російська  | 7         | 0.23%    |
| румунська  | 1         | 0.03%    |
| Усього     | 3049      | 100%     |

## Відомі люди

### Народилися
- Воєвідка Ярослав — український військовий діяч. Доктор права. Командував першим артилерійським полком у складі бригади УСС. Отаман Української Галицької Армії.
- Семак Матвій-«Гонта» — сотенний Української Повстанської Армії, командир сотні «Рисі».[14]

### Загинули
- Ґонта Іван «Гамалія» — командир куреня «Довбуш» ТВ-22 «Чорний ліс», сотник УПА[15]

## Сучасність
Село поділене на дві умовні частини — горішню і долішню, є відповідно горішня і долішня церкви. Сьогодні Петранка простягається більш ніж на 8 км. Тут нараховується майже тисяча дворів, проживає понад три тисячі осіб. Село має статус гірського.
В селі діють дитсадок і дві школи. 20 січня 2019 року на фасаді долішньої школи встановлена пам'ятна таблиця старшині УГА, педагогу і просвітянину Ярославу Дякону (автор — Ігор Семак). Жителі села через імпотентність влади самостійно усувають наслідки стихій.

## Телекомунікації
Працює мобільний зв'язок від Київстар, та Лайфсел. Також у селі є високо швидкісний інтернет від двох інтернет провайдерів: МІКС НЕТ (технологія wi-fi) і Stream network (кабельний).